# Koza prostyńska
Koza prostyńska – pieczywo odpustowe w kształcie kozy z namalowanymi zdobieniami w kolorze czerwonym.
14 maja 2019 produkt wpisany został na listę produktów tradycyjnych w kategorii Wyroby piekarnicze i cukiernicze w województwie mazowieckim.
Koza prostyńska nierozerwalnie związana jest z kościołem w Prostyni. Kozia tradycja w Prostyni ma bogatą historię i jest związana z Cudowną Statuą. Na początku XVI wieku biskup łucki Paweł Algimunt Holszański ofiarował do Prostyni rzeźbę Trójcy Przenajświętszej. Wysłannicy biskupa, aby przekazać cenny dar, przypłynęli z Janowa Podlaskiego do Prostyni rzeką Bug. Według legendy, kiedy figura Trójcy Przenajświętszej dotarła do Prostyni, pierwsze zobaczyły ją kozy pasące się na nadbużańskich łąkach. Na widok przybyszów zaczęły beczeć. Tym samym wzbudziły zainteresowanie mieszkańców wioski. W ten sposób po raz pierwszy ujrzeli Cudowną Statuę i zanieśli ją do kościoła.
Do wypieczenia kozy prostyńskiej potrzebne są: mąka, woda, odrobina drożdży i szczypta soli. Ciasto należy bardzo dobrze i gładko wyrobić. Pokrojone w wałeczki ciasto, przecina się nożem i nadaje kształt. Następnie uformowane figurki parzy się kilka minut w gorącej wodzie. Po wyciągnięciu i zahartowaniu zimną wodą, są dopracowywane i wygładzane. W piecu chlebowym lub piekarniku nagrzanym do 140 stopni pieką się około 70 minut. W ostatnim etapie przyrządzania kozy są malowane farbami spożywczymi z dodatkiem jajka i kaszy manny lub maku dla uzyskania faktury.
Zwyczaj wypiekania i sprzedawania kóz prostyńskich pogłębił się na przełomie XIX i XX wieku w związku z podlaskimi unitami, którzy, prześladowani przez carat, nie mogli przystępować do sakramentów świętych w kościele. Dla niepoznaki przybyli tłumnie do Prostyni na odpust Trójcy Świętej oraz odpust Świętej Anny, niby prowadząc na targ kozy, a po przywiązaniu ich do drzew mieszali się z tłumem pielgrzymów wchodząc z nimi do kościoła. Na początku XX wieku miejscowość Prostyń stała się głównym ośrodkiem wyrobu kóz prostyńskich. Wierni zakupione figurki wnosili do kościoła, co miało zapewnić pomyślność domowej hodowli. Do dziś pieczywo odpustowe w kształcie kozy można kupić na odpustach w nadbużańskich miejscowościach, w Puszczy Białej i Kamienieckiej. Zdarza się je spotkać także w innych regionach kraju, w muzeach etnograficznych; otrzymał je także papież Jan Paweł II.